# Den kärleken, den kärleken!
Den kärleken, den kärleken! (originaltitel Kjærlighet og vennskap) är en norsk svartvit dramafilm från 1941. Filmen regisserades av Leif Sinding och i huvudrollerna som Harald och Eva ses Georg Løkkeberg och Sonja Wigert.

## Handling
Harald och Eva är inte lyckliga sitt äktenskap. Hon är en måttligt framgångsrik författare och han en kontorist som drömmer om att bli ingenjör. Eva reser till en författarkongress i Stockholm och dit reser även Haralds vän, litteraturhistorikern och kritikerna Anton Schack. Efter intensivt festande faller Eva och Anton i varandras armar. Anton får reda på vad som inträffat och tack vare att han ärver en summa pengar från en släkting kan han resa till Berlin där han försöker glömma sin svekfulla hustru genom att sällskapa med dansaren Simonowska.
Eva lever nu i ett nytt äktenskap med Anton, men är olycklig även i detta. Därtill hamnar Eva på ekonomiskt obestånd sedan hon lånat pengar av Hansen. Harald återvänder från Berlin för att hjälpa Eva. Han förklarar att han vill ha henne tillbaka, men Eva vacklar. Under tiden tillsammans med Anton har hon gjort sig ett namn som författare och hon är inte beredd att offra denna position. Till slut offrar hon ändå sitt författarskap; hon vill bli en god hustru åt Harald och en god mor åt hans barn. Anton återförenas med sin före detta hustru Ragna.

## Rollista
- Georg Løkkeberg – Harald Jespersen
- Sonja Wigert – Eva Jespersen
- Per Aabel – Anton Schack
- Rønnaug Alten – Ragna
- Eugène Bech – Hallander, doktor
- Bjarne Bø – en portier
- Henrik Børseth – Kraakstad, agent
- Sophus Dahl – Erik Lind
- Turid Haaland – Hulda, i tjänst hos Schack
- Alfred Helgeby – hotellgäst
- Jens Holstad – en vaktmästare
- Gerd Kværnberg – ett hembiträde (hennes enda filmroll)
- Tryggve Larssen – Onkel Johan
- Kiste Lund – Else Simonsen, kallad Simonowska, dansare
- Sigurd Magnussøn – doktoren
- Thorleif Mikkelsen – poliskonstapel
- Leif Omdal – en kypare
- Frank Robert – en kypare
- Ulf Selmer – Per Arnesen, advokat
- Thomas Thomassen – G. O. Hansen

## Om filmen
Den kärleken, den kärleken! producerades av bolaget Merkur Film med regissören Leif Sinding som produktionsledare. Filmen bygger på en pjäs skriven av Peter Egge, vilken omarbetades till filmmanus av Gustav Berg-Jæger, Gunnar Neels-Hansson och Alf Rød. Filmen fotades av Per Gunnar Jonson och klipptes samman av Jonson och Sinding.
Trots att filmen var en norsk produktion så ägde premiären rum i Sverige den 3 maj 1941 på biografen Astoria, Roxy i Stockholm. I Norge hade den premiär den 25 augusti 1941, i Finland den 13 december 1942 under titeln Rakkautta vaiko ystävyyttä och i Danmark den 17 januari 1944 under titeln Kærlighed og Venskab.

## Musik
Originalmusik till filmen komponerades av Jolly Kramer-Johansen. I övrigt innehöll filmen följande stycken:
- "Chagrin d'amour", komponerad av Halfdan Nobel Roede
- "Preludium", komponerad av Frédéric Chopin